# Катерина Єлизавета Шварцбург-Зондерсгаузенська
Катерина Єлизавета Шварцбург-Зондерсгаузенська (нім. Catharina Elisabeth von Schwarzburg-Sondershausen), (нар. 28 серпня 1617 — пом. 17 січня 1701) — графиня Шварцбург-Зондерсгаузенська з роду Шварцбургів, донька графа Шварцбург-Зондерсгаузену Крістіана Ґюнтера I та графині Шварцбург-Рудольштадтської Анни Сибілли, дружина графа Ройсс-Гери, володаря Плауена, Гряйцу, Краніхфельду та Заальбургу Генріха II.

## Біографія
Народилась 28 серпня 1617 року в Ебелебені. Була четвертою дитиною та другою донькою в родині графа Шварцбург-Зондерсгаузену Крістіана Ґюнтера I та його дружини Анни Сибілли Шварцбург-Рудольштадтської. Мала старшу сестру Анну Юліану та брата Крістіана Ґюнтера. Ще один брат помер немовлям до її народження. Згодом сімейство поповнилося п'ятьма молодшими дітьми.

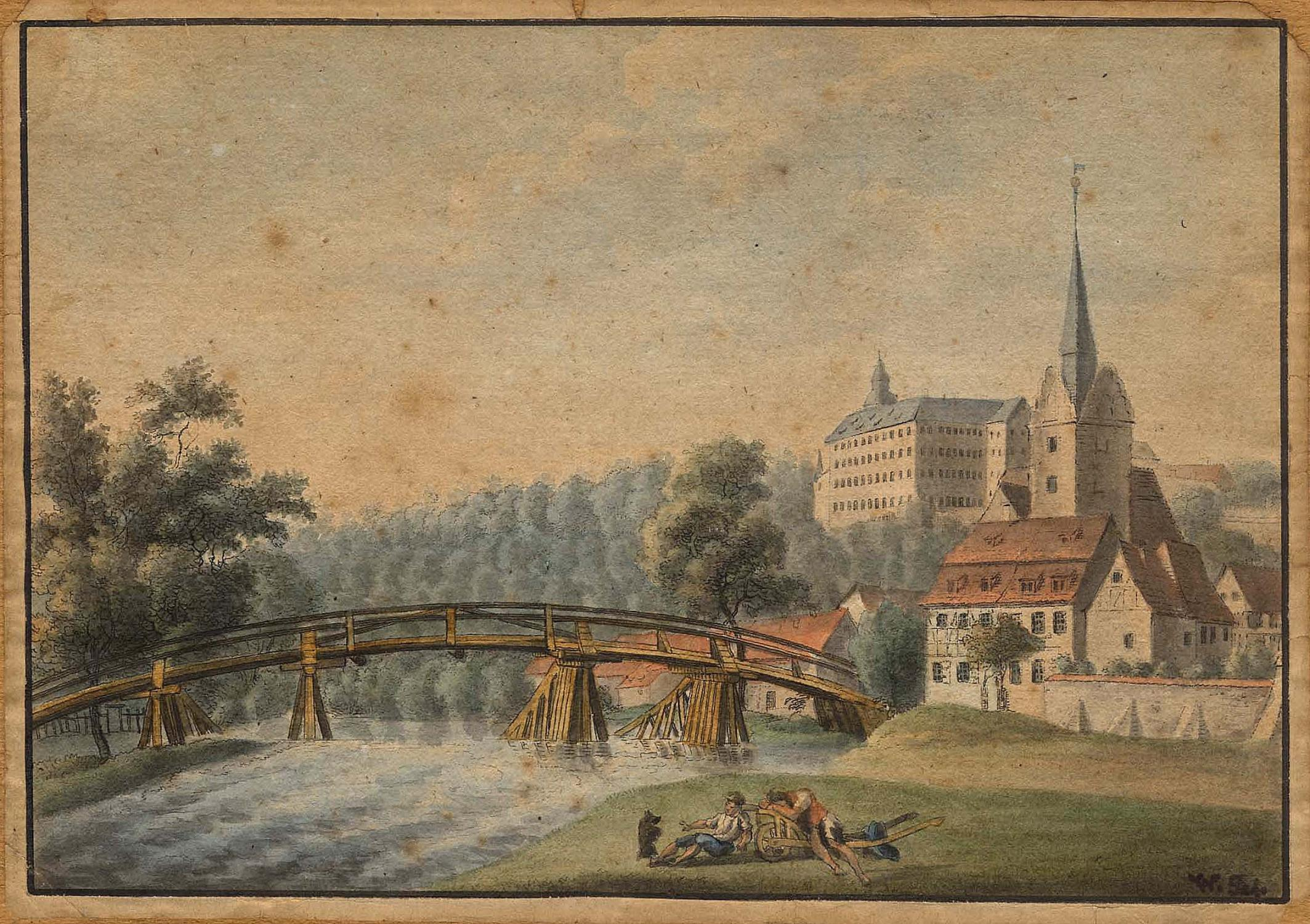
Замок Остерштайн в Гері, який слугував резиденцією Ройссів

Втратила матір у віці 6 років. Батько більше не одружувався.
У віці 25 років вийшла заміж за 40-річного графа Ройсс-Гери Генріха II. Весілля відбулося 23 листопада 1642 в Гері. Живими у подружжя народилося шестеро дітей.
Генріха II не стало у травні 1670 року. Катерина Єлизавета пережила усіх своїх дітей і пішла з життя за правління онука, Генріха XVIII.

## Родина
Чоловік — Генріх II
Діти:
- Магдалена Сибілла (24 січня—10 червня 1645) — прожила 4 місяці;
- Генріх II (22 січня—4 квітня 1648) — прожив 2 місяці;
- Юліана Доротея (1649—1686) — одружена не була, дітей не мала;
- Генріх IV (1650—1686) — граф Ройсс-Гери у 1670—1686 роках, був одружений з Анною Доротеєю Шварцбург-Зондерсгаузенською, мав восьмеро синів;
- Генріх VI (1651—1652) — прожив 1 рік;
- Крістіна Сибілла (1653—1686) — одружена не була, дітей не мала.